# بحر روس
بحر روس هو خليج عميق يقع في مياه المحيط المتجمد الجنوبي والذي يحاذي انتاركتيكا. تحديداً، بين أرض ماري بيرد من الشرق وأرض فيكتوريا من الغرب. اكتشفه المستكشف جميس روسجميس روس عام 1841. في غرب البحر تقع جزيرة روس موطن بركان جبل إيريبص. اما في الشرق، فتقع جزيرة بوفورت [الإنجليزية]. بالنسبة لإتجاه الجنوب فهو مغطى بجرف روس الجليدي - رولد أموندسن؛ بدأ رحلتة الاستكشافية لاكتشاف القطب الجنوبي عام 1911 من خليج الحيتان والذي كان يقع في جرف روس الجليدي. ويقع منفذ بحري في غرب البحر غالباً مالا يحتوى على ثلج في الصيف يسمى ماكموردو ساوند. أيضاً، يقع في الجزء الجنوبي من البحر؛ الساحل الذهبي والذي يبعد تقريباً 200 ميل عن القطب الجنوبي.

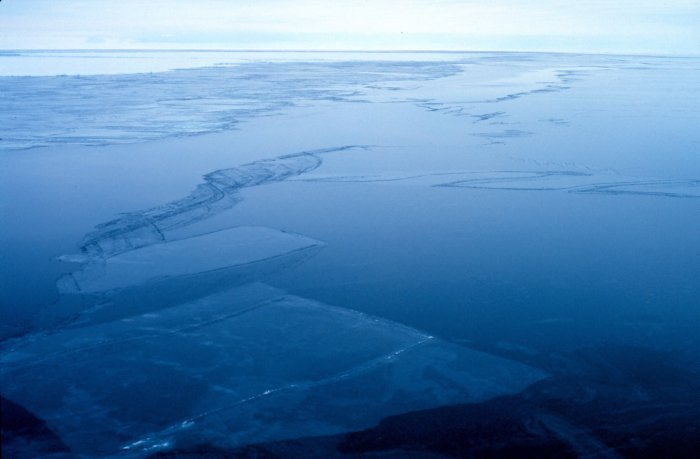
جليد في بحر روس، أنتاركتيكا

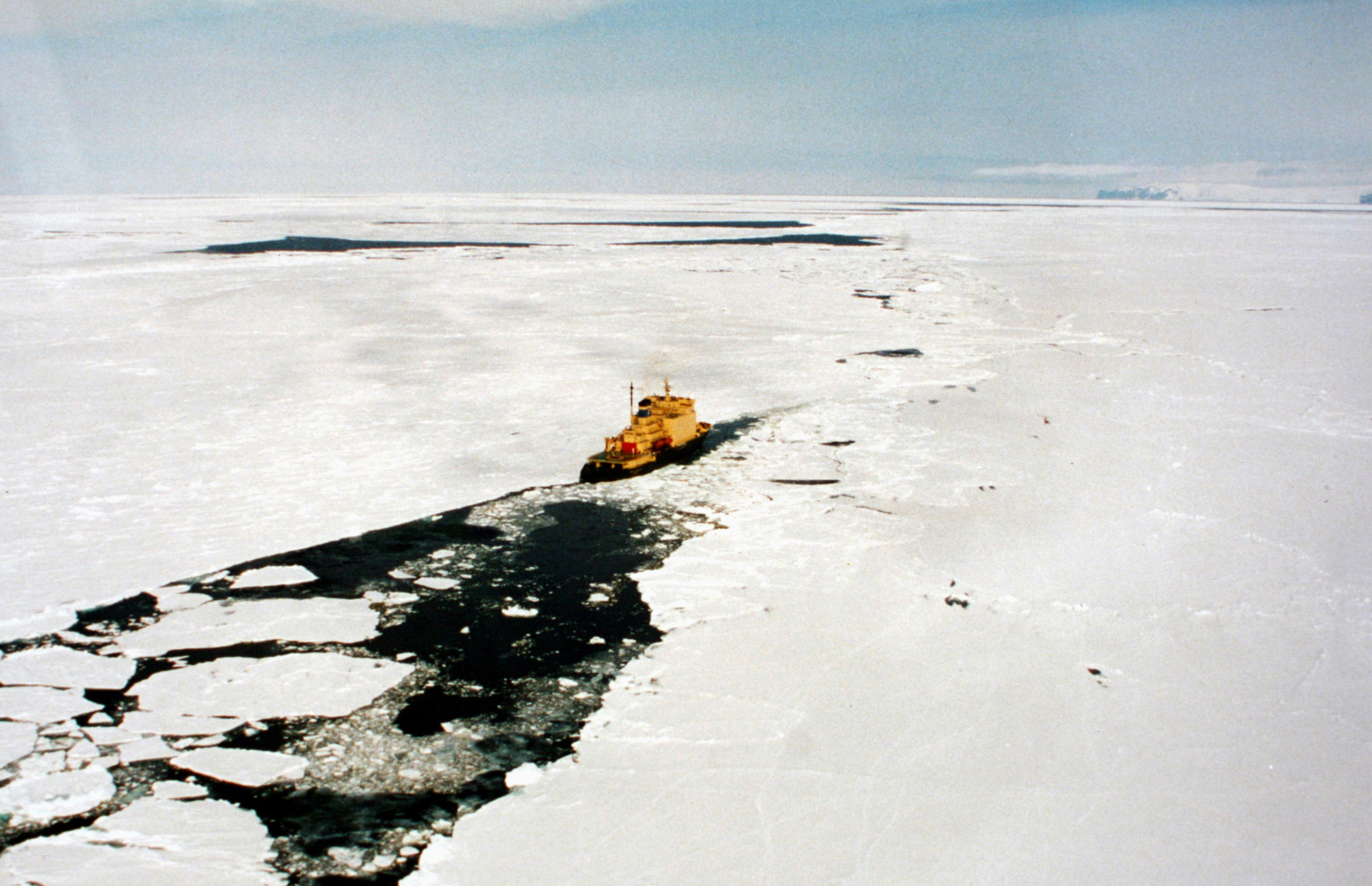
قاطعة ثلج في بحر روس

وتطالب بريطانيا ونيوزيلاندا بجميع اليابسة في بحر روس تحت الولاية القضائية لتبعية روس. ولكن لا تعترف بعض الدول غير العضو في الكومنولث بشرعية تلك المطالب. كما يعترف عدد قليل من الدول بشرعيتها.
ومن جهة أخرى، عثر الصيادون في 22 فبراير، 2007 على حبار ضخم يصل طوله إلى 10 أمتار ووزنه إلى 495 كغم

## وصلات خارجية
- Glausiusz, J., 2007, Raw Data: Beacon Bird of Climate Change. Discover Magazine.
- Gunn, B., nd, Geology The Ross Sea Dependency including Victoria-Land  نسخة محفوظة 23 أبريل 2015 على موقع واي باك مشين. Ross Sea, Antarctica, Including the Ross Sea Dependency, the Sub-Antarctic Islands and sea, up to New Zealand from the Pole.
- Hansen, K., 2007, Paleoclimate: Penguin poop adds to climate picture. Geotimes.
- International Polar Foundation ,2007, Interview with Dr. Steven Emslie: The Adélie Penguins' Diet Shift. SciencePoles website.